# Ophionereis sexradia
Ophionereis sexradia är en ormstjärneart som beskrevs av Ole Theodor Jensen Mortensen 1936. Ophionereis sexradia ingår i släktet Ophionereis och familjen Ophionereididae. Inga underarter finns listade i Catalogue of Life.